# (6398) Timhunter
(6398) Timhunter es un asteroide perteneciente al cinturón de asteroides descubierto el 10 de febrero de 1991 por Carolyn Shoemaker desde el Observatorio del Monte Palomar, Estados Unidos.

## Designación y nombre
Designado provisionalmente como 1991 CD1. Fue nombrado en honor a Tim Hunter, presidente de la Asociación Internacional de Cielo Oscuro. Hunter, radiólogo de profesión, ha seguido los crecientes efectos de la contaminación lumínica en el cielo nocturno de la Tierra. Al fundar con David Crawford una asociación que se dedica a sensibilizar al público sobre la necesidad de una iluminación segura y sensible, Hunter ha prestado un servicio inestimable a la astronomía.

## Características orbitales
(6398) Timhunter está situado a una distancia media del Sol de 2,342 ua, pudiendo alejarse hasta 2,871 ua y acercarse hasta 1,814 ua. Su excentricidad es 0,226 y la inclinación orbital 23,854 grados. Emplea 1309,51 días en completar una órbita alrededor del Sol.
Pertenece a la familia de asteroides de (25) Phocaea.

## Características físicas
La magnitud absoluta de (6398) Timhunter es 13,46. Tiene 5,528 km de diámetro y su albedo se estima en 0,333. 